# Freziera glabrescens
Freziera glabrescens es una especie de planta con flor en la familia Theaceae. 
Es endémica de Bolivia y de Argentina; subpoblaciones en Chuquisaca, en Santa Cruz, y confinada en los arbustales edafoxerófilos subandinos boliviano-tucumanos septentrionales. este árbol se halla entre los 1550–1900 m s. n. m.

## Fuente
- World Conservation Monitoring Centre 1998.  Freziera angulosa.   2006 IUCN Lista Roja de Especies Amenazadas; bajado 21 de agosto de 2007